# Langenhessen

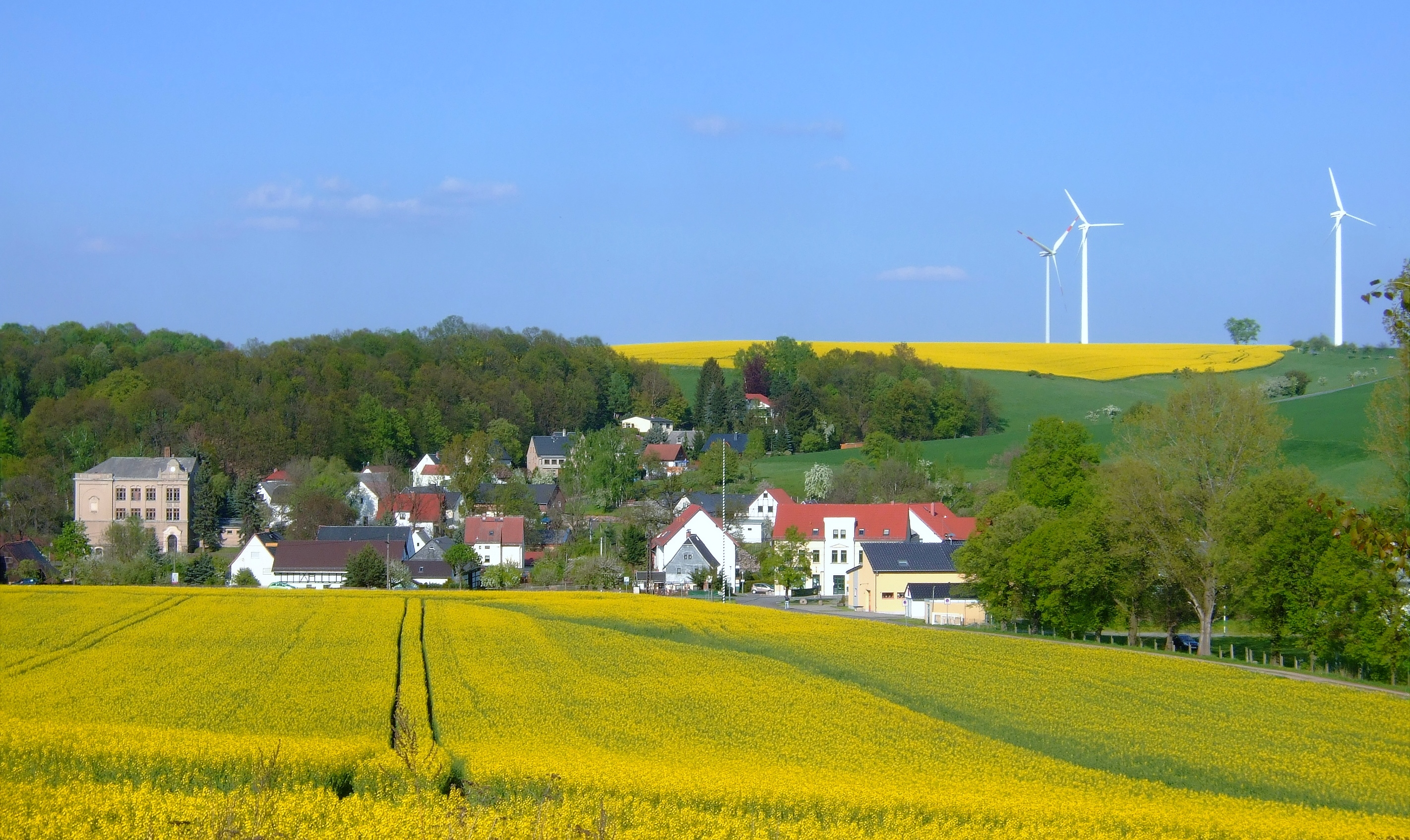
Langenhessen

Langenhessen ist ein Ortsteil der Großen Kreisstadt Werdau im Landkreis Zwickau in Sachsen. Er wurde am 1. Januar 1997 nach Werdau eingemeindet.

## Geografie

### Lage
Langenhessen liegt im Tal der Pleiße, zwischen der Stadt Werdau und der Gemeinde Neukirchen, im Erzgebirgsvorland und im Westen des Erzgebirgsbeckens. Nordwestlich des Orts befindet sich die Talsperre Koberbach.

### Nachbarorte
| Niederalbertsdorf | Neukirchen                                  | Lauterbach  |
| Langenbernsdorf   | Kompassrose, die auf Nachbargemeinden zeigt | Königswalde |
|                   | Werdau                                      |             |

## Geschichte
Urkundlich wurde der Ort erstmals im Jahr 1270 als „Hessen“ erwähnt, 1551 als Langenhessen. Die Mehrzahl der ersten Ansiedler an dieser Stelle sind demnach aus dem Lande Hessen gekommen, wahrscheinlich vom Westhang der unwirtlichen Hohen Rhön. Aber auch aus dem Ostgebiet der Franken und aus Bayern gab es Ansiedler. Der Ort gehörte zur Zeit seiner Gründung den Vögten von Weida. Heinrich von Weida schenkte ihn mitsamt den Kircheneinkünften der Kartause Martinstal bei Crimmitschau. Die Besiedlung erfolgte in mehreren Wellen. Die Bauerngüter wurden als sogenannte Waldhufen zu beiden Seiten der Pleiße angelegt.
Langenhessen litt in den letzten Jahren des 16. Jahrhunderts und in den ersten Jahren des 17. Jahrhunderts wiederholt an Pestepidemien, besonders im Jahr 1633. Auch der Dreißigjährige Krieg ging nicht spurlos vorüber. Im Jahre 1633 zog Wallenstein von Zwickau aus den Schweden entgegen, wobei auch Langenhessen viel Leid erlitt. Außerdem war Langenhessen um 1659 von der Hexenverfolgung betroffen. Anna, Frau von Bernhard Seidel, geriet in einen Hexenprozess.
Die Haupterwerbszweige des Ortes waren anfangs die Landwirtschaft und ländliches Handwerk. Mit Beginn der Industrialisierung fanden viele Leute in den neu gegründeten Textil- und Holzbearbeitungsbetrieben Arbeit. Die Grundherrschaft über Langenhessen lag bis ins 19. Jahrhundert anteilig bei mehreren Rittergütern und Kirchen. Ein Teil unterstand als Amtsdorf direkt dem Amt Zwickau. Langenhessen gehörte bis 1856 zum kursächsischen bzw. königlich-sächsischen Amt Zwickau. 1856 wurde Langenhessen dem Gerichtsamt Werdau und 1875 der Amtshauptmannschaft Zwickau angegliedert. Im Jahr 1920 wurde Langenhessen der Amtshauptmannschaft Werdau zugeordnet. Durch die Auflösung der Amtshauptmannschaft Werdau kam die Gemeinde Langenhessen im Jahr 1933 wieder an die Amtshauptmannschaft Zwickau, die ab 1939 Landkreis Zwickau genannt wurde.
Durch die zweite Kreisreform in der DDR kam die Gemeinde Langenhessen im Jahr 1952 zum Kreis Werdau im Bezirk Chemnitz (1953 in Bezirk Karl-Marx-Stadt umbenannt), der ab 1990 als sächsischer Landkreis Werdau fortgeführt wurde und 1994 im Landkreis Zwickauer Land, mit Sitz des Landrates in der Großen Kreisstadt Werdau, aufging. Am 1. Januar 1997 wurde Langenhessen in die Große Kreisstadt Werdau, Kreis Werdau eingemeindet.
Nach der Wiedervereinigung mussten auch in Langenhessen unter anderem vier Textilbetriebe, ein Mühlenbau, ein Sägewerk und kleinere Firmen schließen. Gleichzeitig entstand 1995 entlang der Crimmitschauer Straße ein großes Gewerbegebiet für sich neu ansiedelndes Gewerbe. 1991 eröffnete das bis heute bestehende Autokino und 1998 das Koberbachzentrum. In die ehemalige Schule zog 2010 der Kindergarten ein.

## Sehenswürdigkeiten

### Kirche

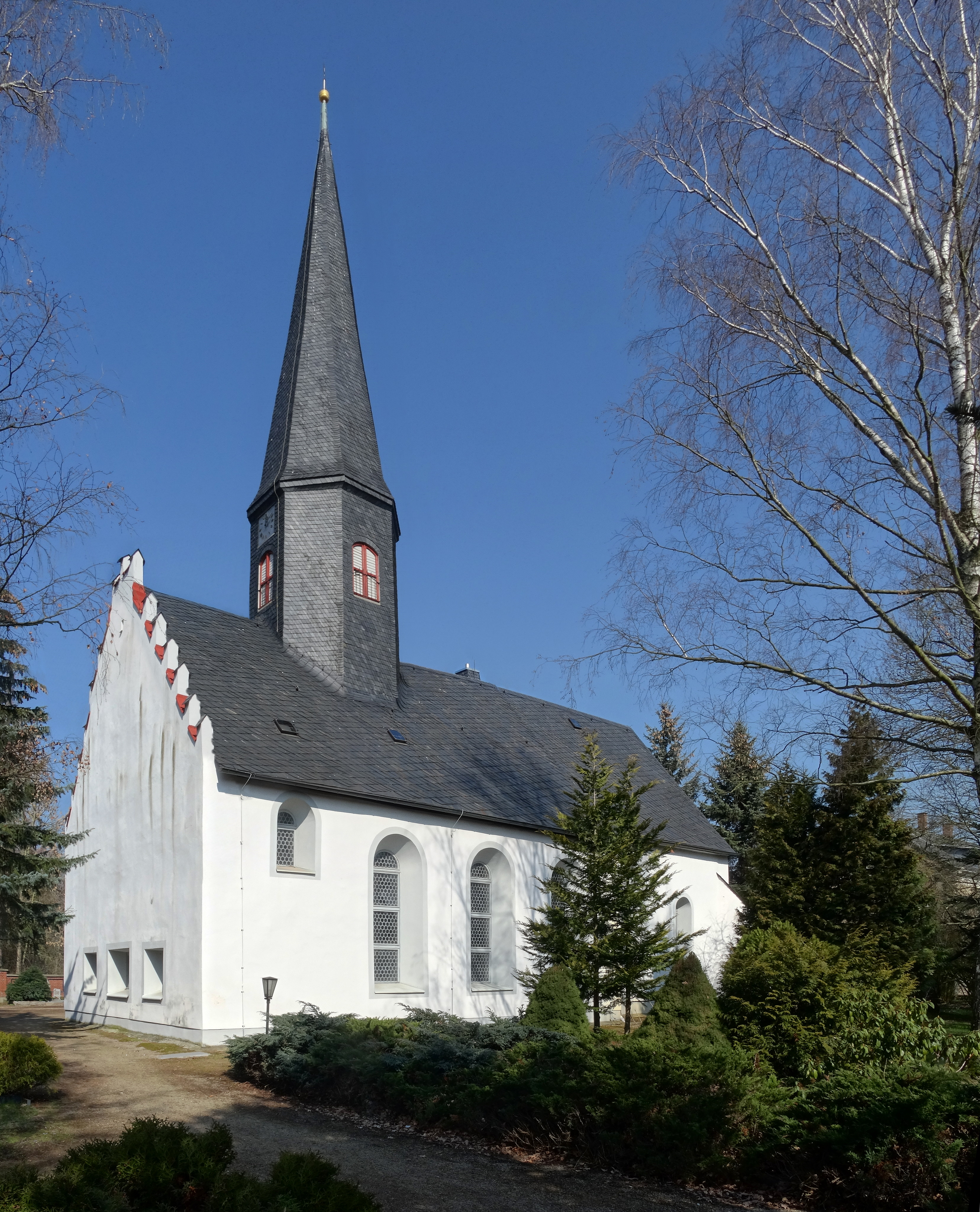
Die Kirche St. Johannis in Langenhessen

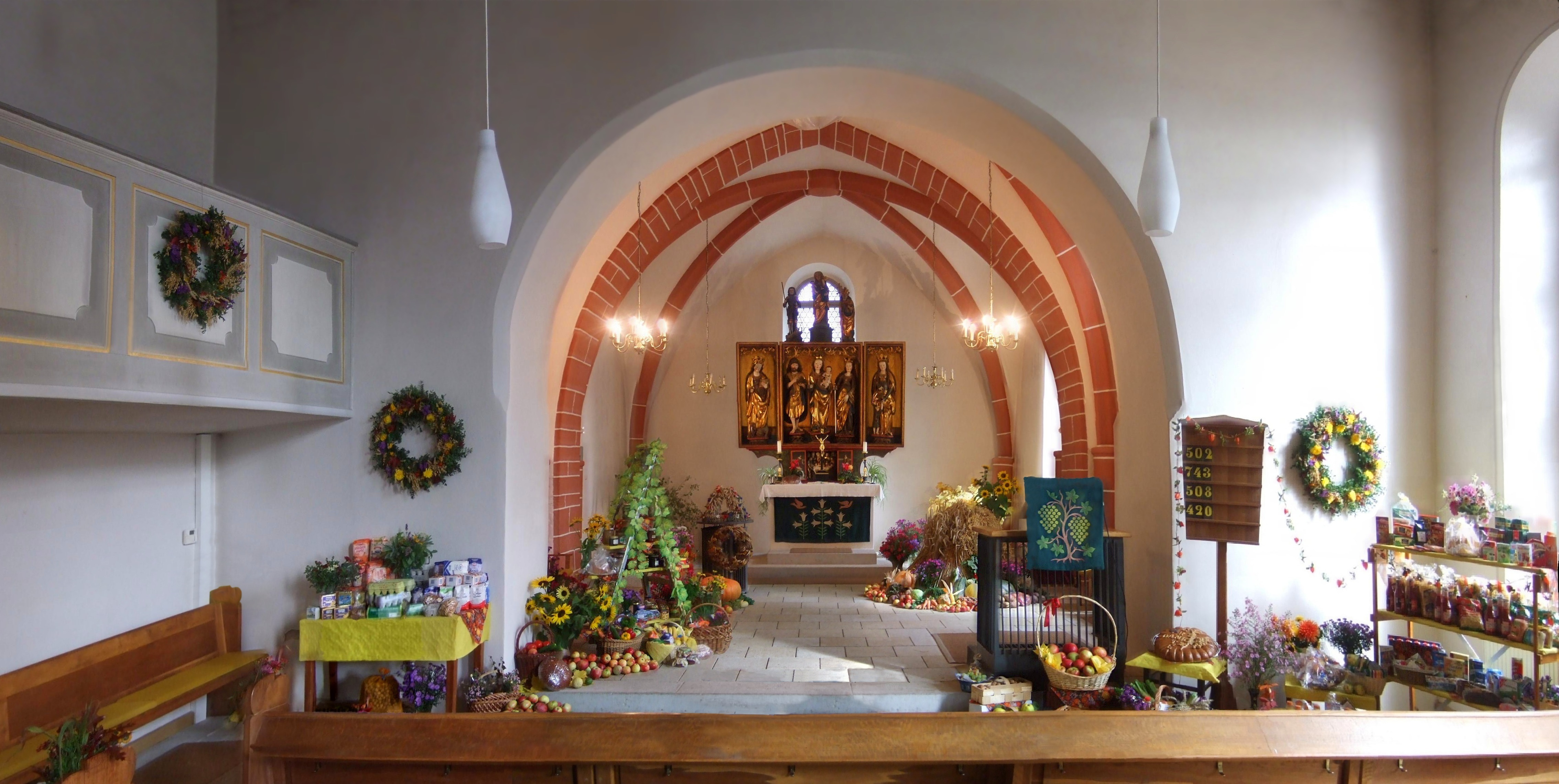
Innenraum der Kirche, geschmückt zum Erntedankfest

Die Kirche St. Johannis in Langenhessen ist eine im Kern romanische Saalkirche mit wertvollem gotischem Schnitzaltar. Nach einer alten Sage soll der älteste Teil der Kirche eine Johannes, dem Täufer geweihte Wallfahrtskapelle gewesen sein. Seit der Reformation 1517 ist sie die evangelische Pfarrkirche von Langenhessen.

### Koberbachtalsperre
Nordwestlich, an der Grenze zu Langenbernsdorf liegt die Talsperre Koberbach.
Als Brauchwassertalsperre gebaut, dient sie heute dem Hochwasserschutz und bietet viele Möglichkeiten zur Erholung als Badesee, mit einem Freibad, Camping und Autokino.

### Eisenbahnviadukt
Ein verkehrsgeschichtliches Denkmal ist das Langenhessener Eisenbahnviadukt der Bahnstrecke Leipzig–Hof. Es wurde 1842 bis 1845 zweigleisig mit 171,31 Meter langer Gewölbereihe errichtet.

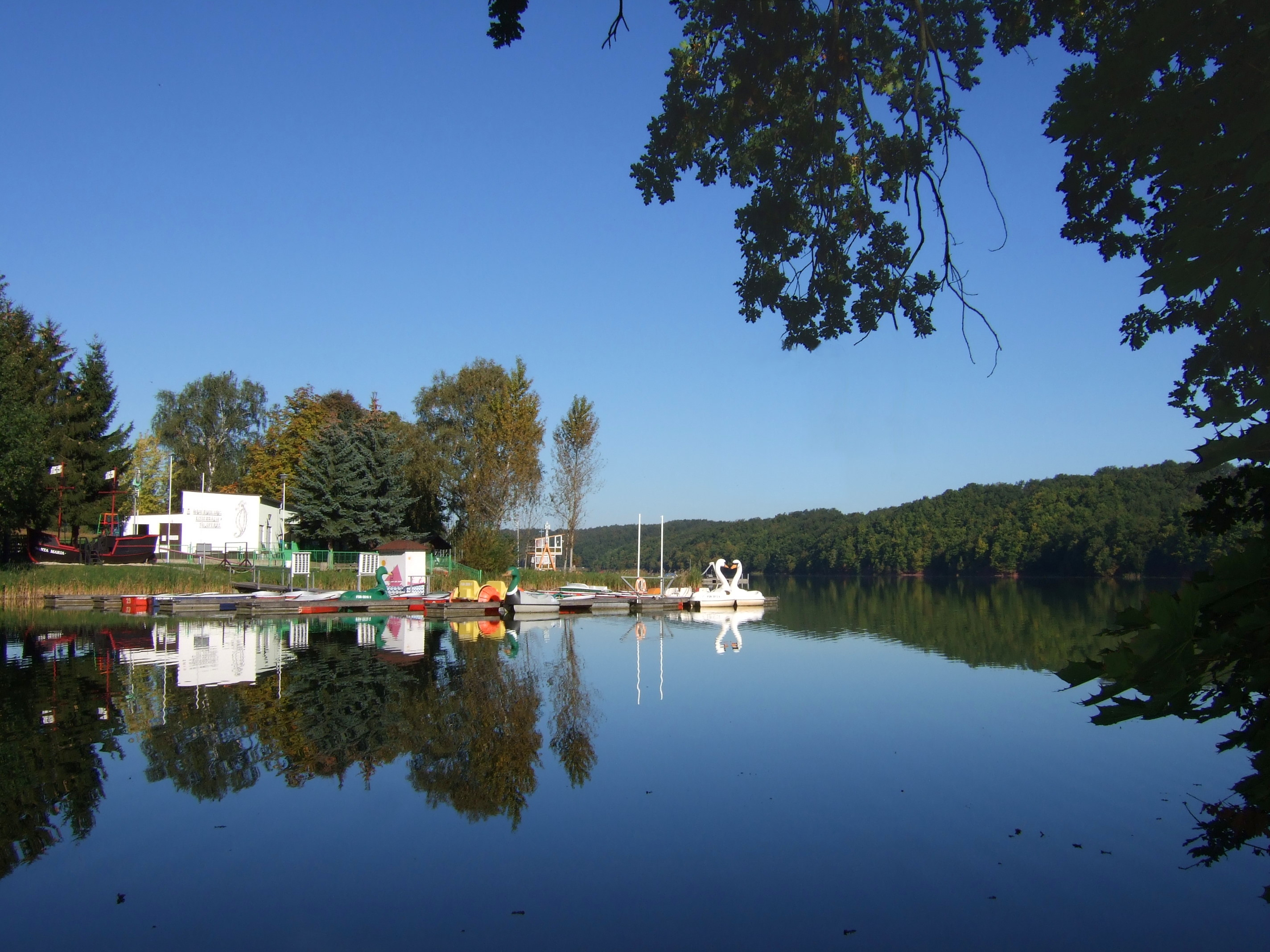
Strandbad und Kanuausleihe an der Koberbachtalsperre
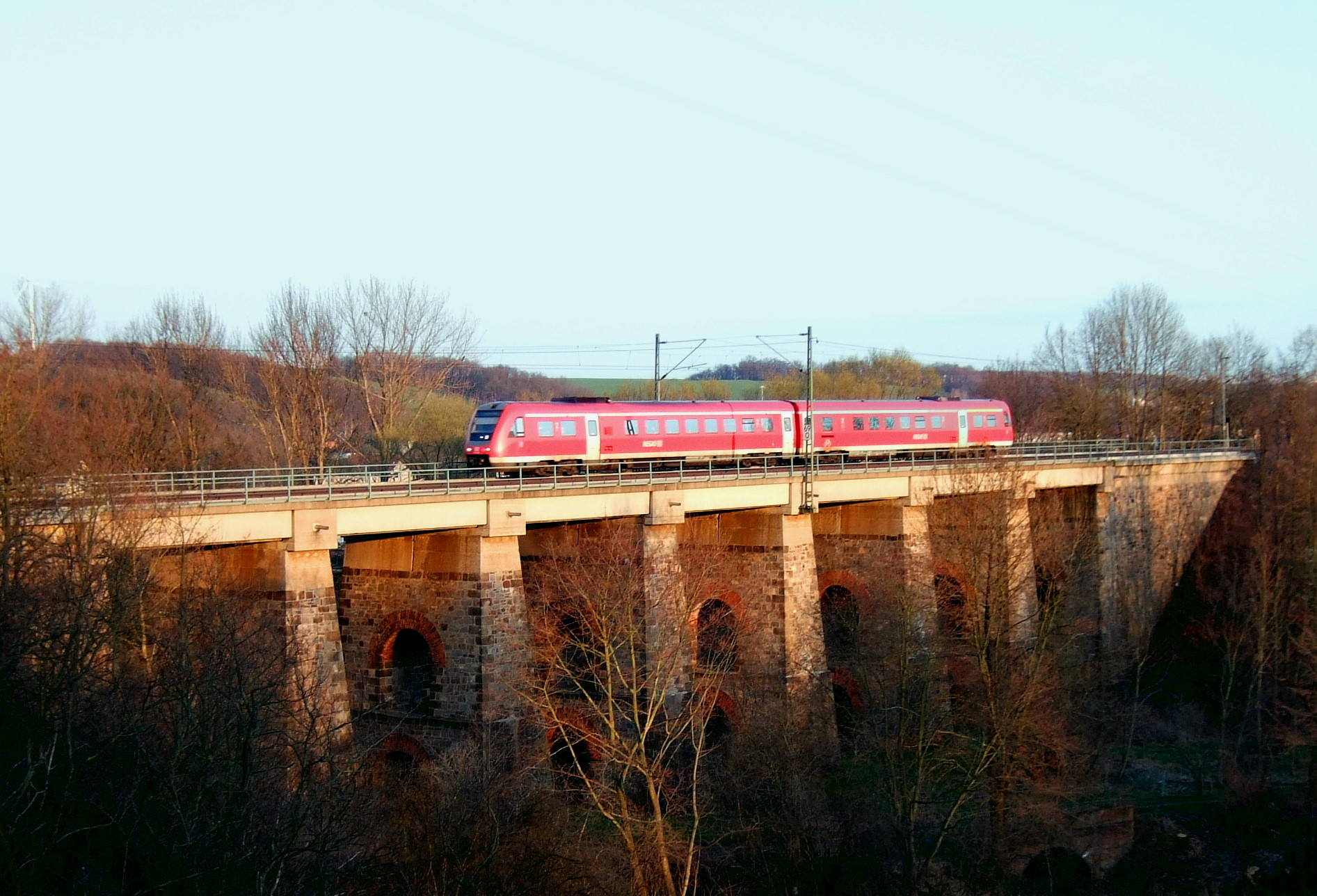
Eisenbahnviadukt Langenhessen
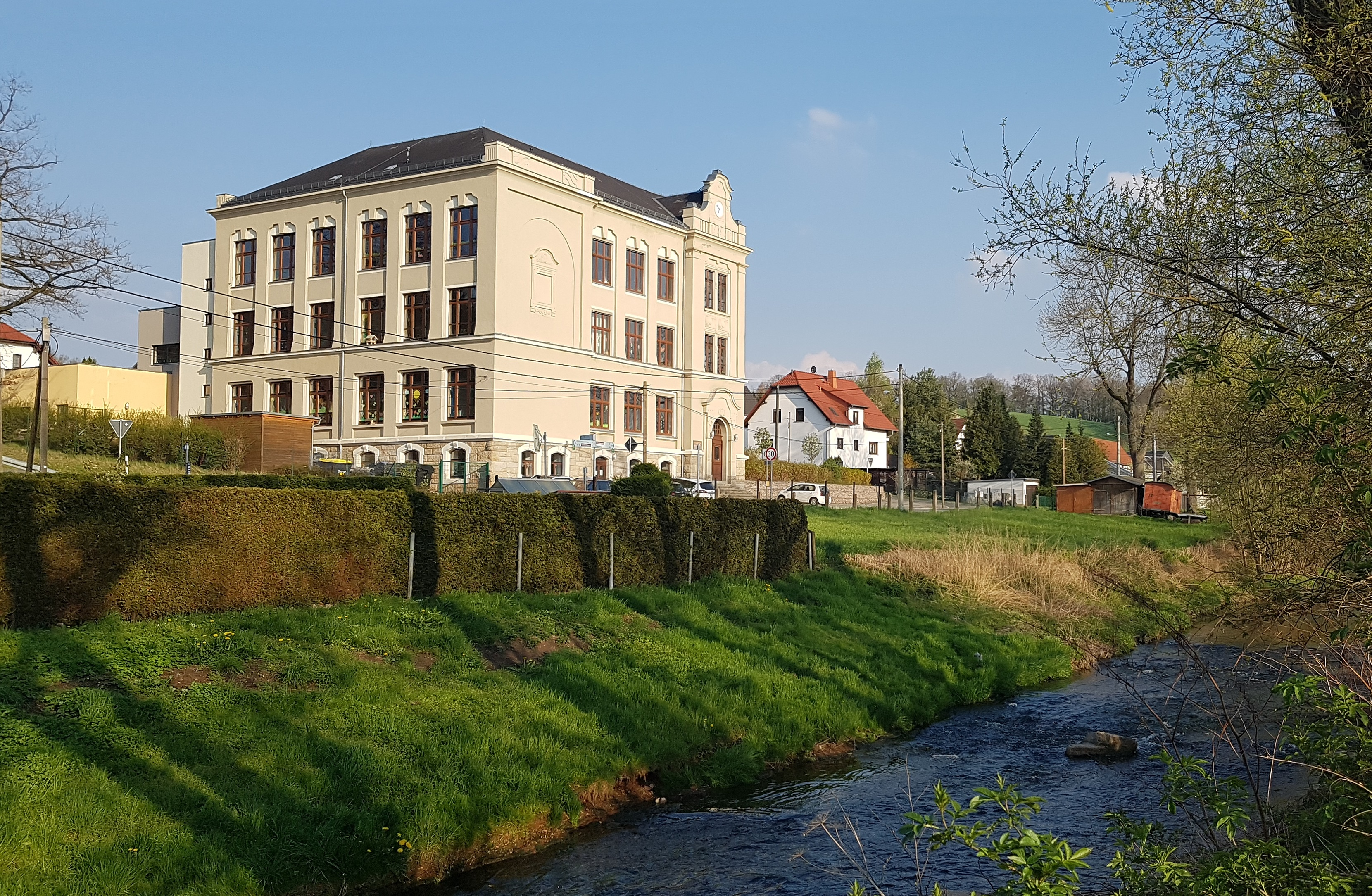
Ehemalige Schule in Langenhessen (heute Kindertagesstätte)
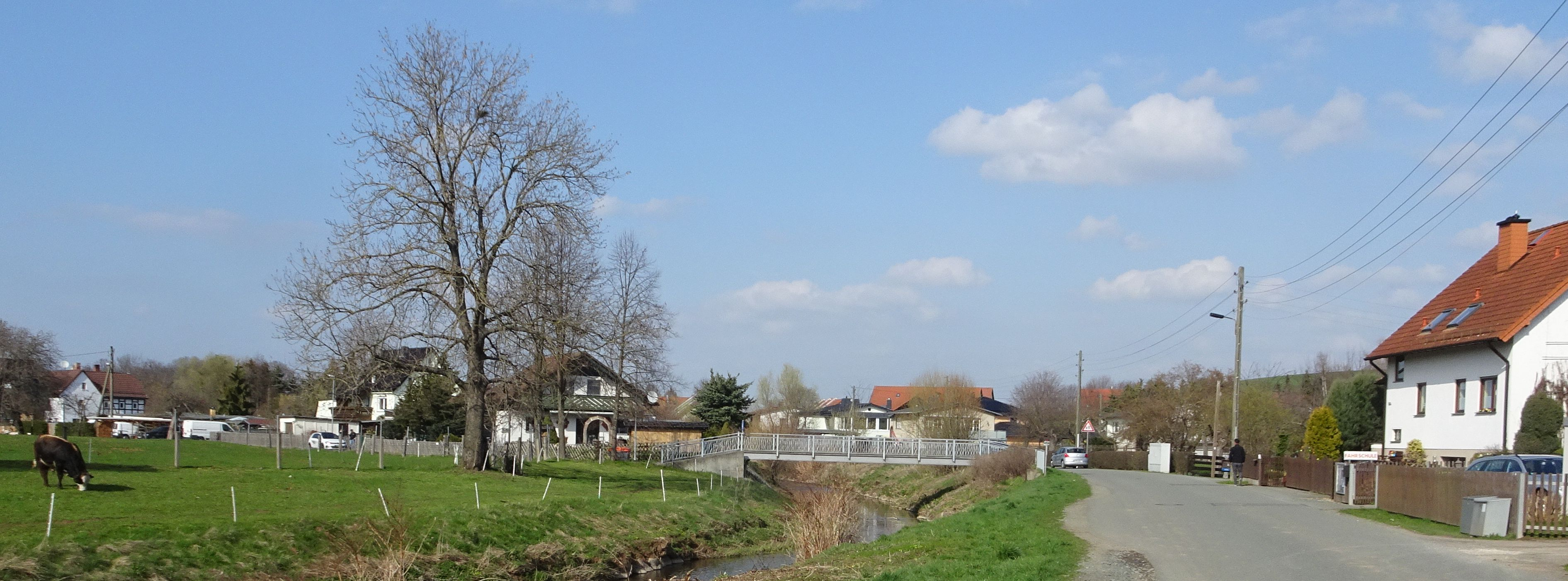
Fußgängerbrücke über die Pleiße
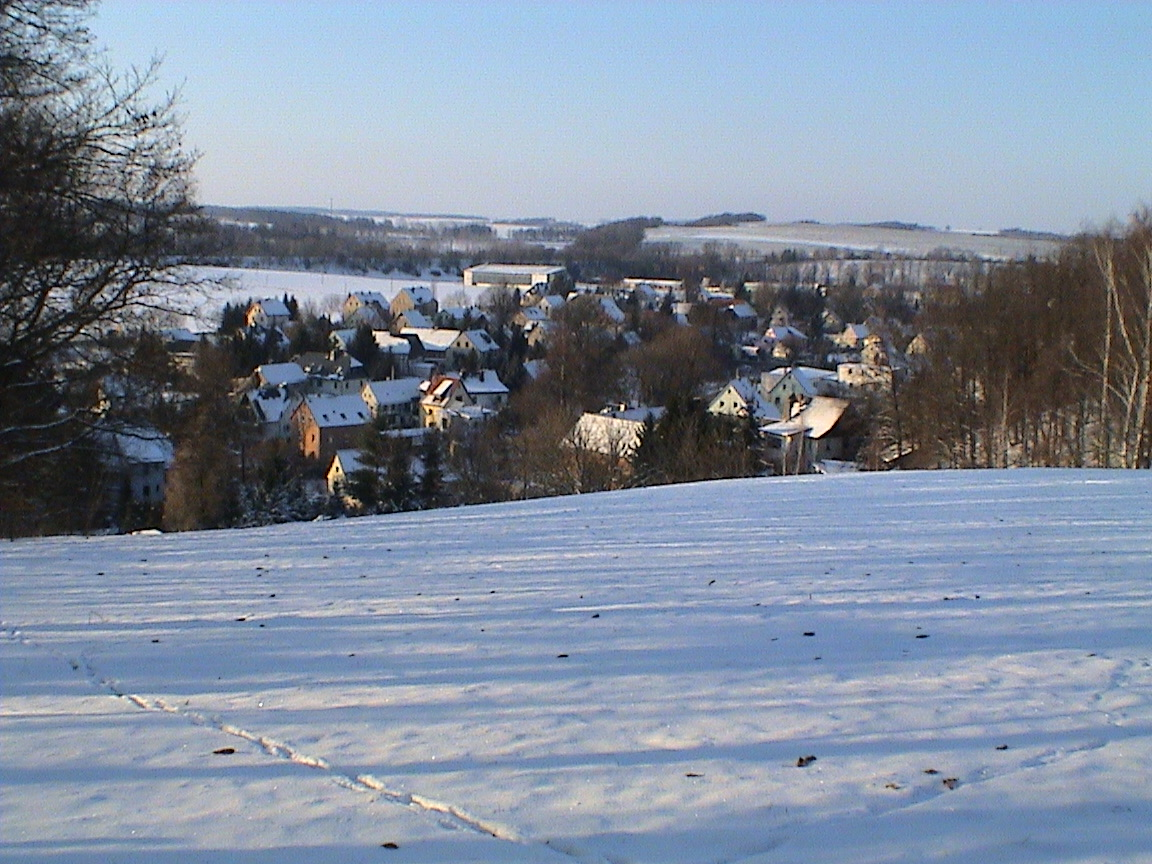
Langenhessen im Winter (Blick vom Schulberg in Richtung Koberbach Centrum)

## In Langenhessen geborene Persönlichkeiten
- Gotthard Schuster (1674–1761), evangelischer Theologe und Kirchenlieddichter
- Siegfried Leberecht Crusius (1738–1824), Buchhändler und Verleger
- Alfred Tröger (1898–1974), Maler und Grafiker
- Sören Kristensen (* 1964), Oberbürgermeister von Werdau